# آچاکاتورا
آچاکاتورا (به ایتالیایی: acciaccatura) یک نُت درون‌حامل است که در دستهٔ نت‌واره‌ها قرار می‌گیرد. نت کوچکی است که پیش از نت اصلی می‌آید و عاری از ارزشِ زمانی است.

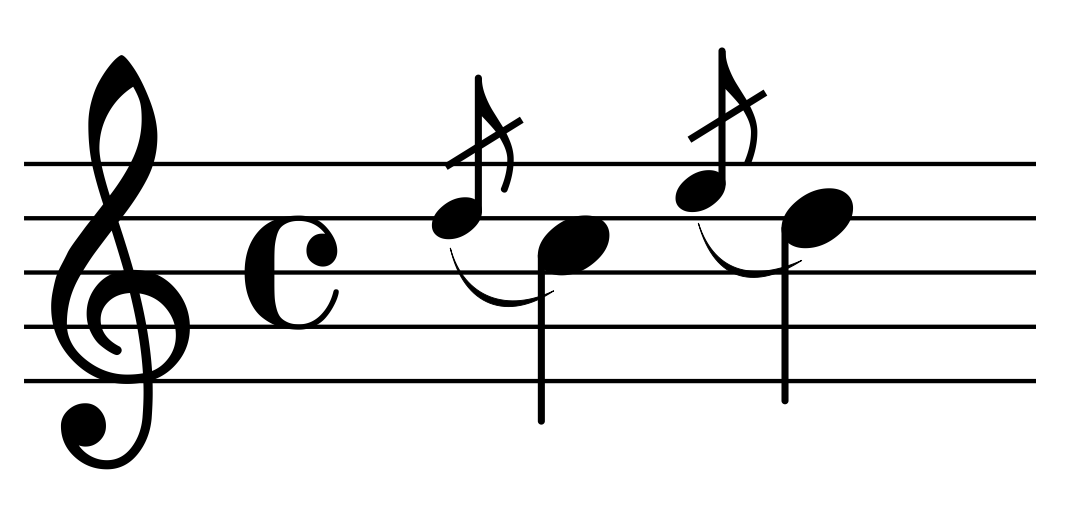
آچاکاتورا

واژهٔ «آچاکاتورا» در ایتالیایی به معنی لگدزدن، خردکردن یا له‌کردن است.